# 아와오타니역
아와오타니역(일본어: 阿波大谷駅)은 일본 도쿠시마현 나루토시에 위치한 시코쿠 여객철도 나루토 선의 철도역이다. 역 번호는 N05이며, 단선 승강장 1면 1선의 구조를 갖춘 지상역이다.

## 역 주변
- 쓰치미카도 천황 화장터
- 나루토 시청 호리에 연락소

## 역사
- 1961년 4월 15일 : 개업.
- 1987년 4월 1일 : 일본국유철도 분할 민영화에 의해, 시코쿠 여객철도가 승계.

## 인접 역
| 시코쿠 여객철도           | 시코쿠 여객철도 | 시코쿠 여객철도                 |
| ------------------------- | --------------- | ------------------------------- |
| N 06 다쓰미치 나루토 방면 | 나루토 선       | 아와이케다 N 04 아와이케다 방면 |